# Хамматов, Шамси Хабибуллович
Шамси Хабибуллович Хамматов (15 апреля 1919, д. Перепряжка, Екатеринбургский уезд, Пермская губерния — 21 ноября 1988, Казань) — советский хозяйственный, государственный и политический деятель.

## Биография
Родился в 1919 году в деревне Перепряжка (ныне входит в состав Нижнесергинского района Свердловской области). Член КПСС.
С 1937 года — на хозяйственной, общественной и политической работе. В 1937—1983 гг. — директор средней школы деревни Шокурово, секретарь райкома ВЛКСМ, инструктор райкома Всесоюзной коммунистической партии (большевиков) Нижне-Сергинского района Свердловской области, в газете «Кызыл Татарстан», заведующий отделом школ Татарского областного комитета ВКП(б), главный редактор журнала «Коммунист Татарии», директор Института истории партии при Татарском областном комитете КПСС, главный редактор газеты «Социалистик Татарстан», главный редактор объединённой редакции газет «Социалистик Татарстан» и «Советская Татария», главный редактор газеты «Социалистик Татарстан».
Делегат XXIII съезда КПСС.
Умер в Казани в 1988 году.